# Hotarele
Hotarele is een Roemeense gemeente in het district Giurgiu.
Hotarele telt 3814 inwoners.